# Banka Ekonomike
Banka Ekonomike Sh. A. је предузеће за банкарске и финансијске услуге са седиштем у Приштини.

## Историја
Дозволу за рад добила је 28. маја 2001, док је са радом почела у јуну исте године. Једна је од првих банака на Косову и Метохији која је отворена после рата на Косову и Метохији, основана од стране приватних инвеститора.
Главни акционар банке је албански предузетник и бивши председник Републике Косово Бехђет Пацоли са 34,83 одсто акција, а следи Immobiliare RED са 28,56 одсто акција, односно предузеће у ком више чланова породице Пацоли има акције.